# Neocolours
Neocolours – filipiński zespół pop-rockowy. Powstał w 1987 roku.
W składzie zespołu znaleźli się: Ito Rapadas (wokal) i Jimmy Antiporda (klawisze), Marvin Querido (klawisze), Josel Jimenez (gitara), Paku Herrera (perkusja), Niño Regalado (perkusja). W 1988 roku wydali swój debiutancki album pt. Making It.
Wypromowali takie przeboje jak „Tuloy Pa Rin” i „Say You’ll Never Go”.

## Dyskografia
- Making It (1988)
- Tuloy Pa Rin (1990)
- Truth & Consequence (1992)
- Emerge: The Best of Neocolours (1999)